# 이와테정
이와테정(일본어: 岩手町 이와테마치[*])은 일본 이와테현 중부에서 북부에 걸쳐 있는 이와테군의 정이다.

## 역사
- 1889년 4월 1일 - 정촌제가 시행되어 기타이와테군 누마쿠나이정, 가와구치촌, 잇카타이촌, 미도촌이 성립하였다.
- 1896년 3월 29일 - 기타이와테군과 미나미이와테군이 합병해 이와테군이 되었다.
- 1955년 7월 21일 - 누마쿠나이정, 가와구치촌, 미도촌, 잇카타이촌이 합병해 이와테군 이와테정이 되었다.

## 인구
| 연도 | 인구   | ±%     |
| ---- | ------ | ------ |
| 1920 | 12,922 | —      |
| 1930 | 14,592 | +12.9% |
| 1940 | 16,134 | +10.6% |
| 1950 | 20,744 | +28.6% |
| 1960 | 23,230 | +12.0% |
| 1970 | 21,725 | −6.5%  |
| 1980 | 20,350 | −6.3%  |
| 1990 | 19,141 | −5.9%  |
| 2000 | 17,372 | −9.2%  |
| 2010 | 14,988 | −13.7% |

## 교통

### 철도
- 동일본 여객철도 도호쿠 신칸센
- IGR 이와테 은하 철도 이와테 은하 철도선

### 도로
- 국도 4호선
- 국도 281호선